# Walraed van Hugenpoth tot Aerdt

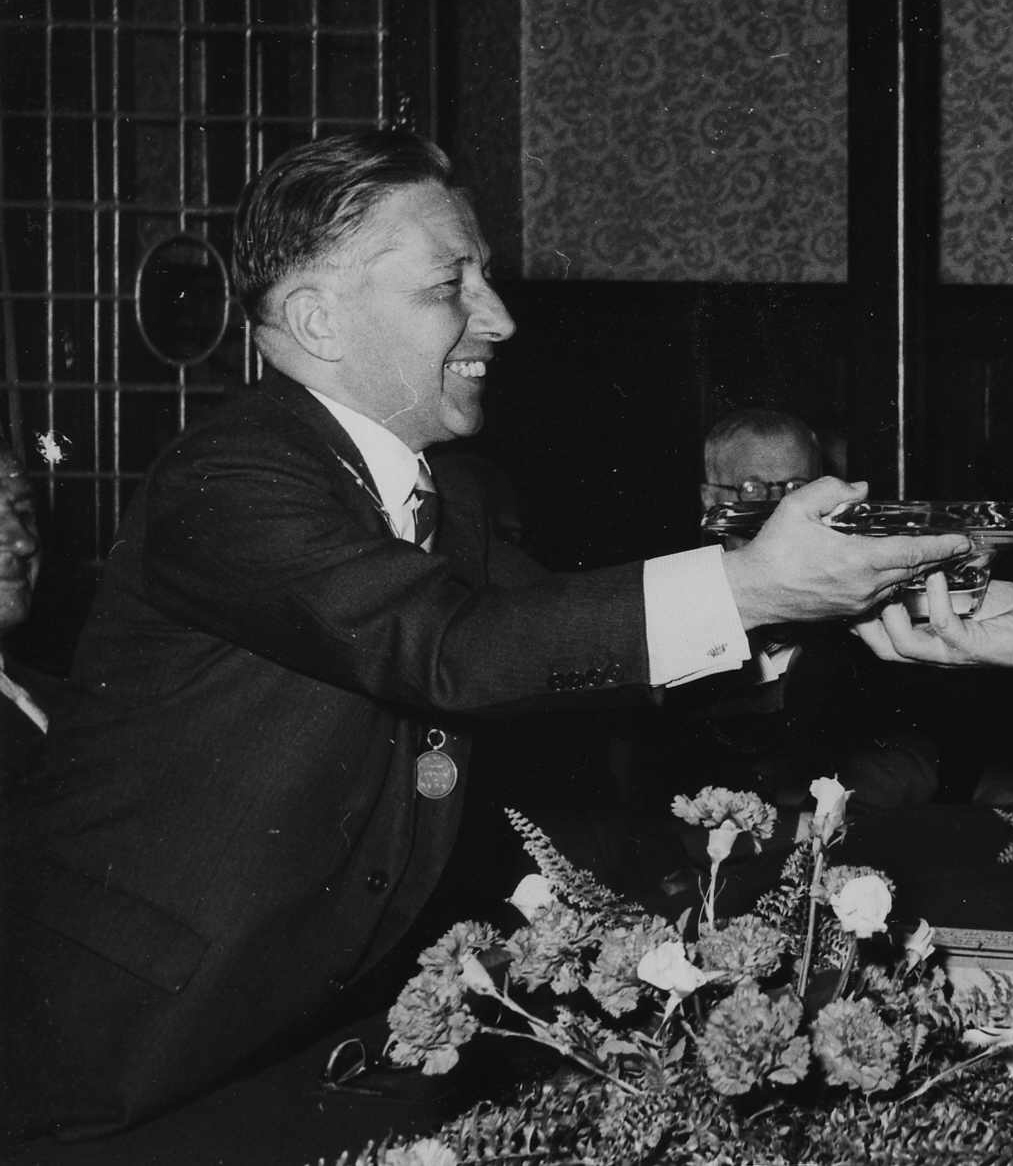
W.J.F.M baron van Hugenpoth tot Aerdt (1953)

Walraed Jozeph Frederik Maria baron van Hugenpoth tot Aerdt (Boxtel, 9 mei 1904 – Vught, 29 juni 1990) was een Nederlands politicus.
Hij werd geboren als zoon van Adolphus Ludovicus Wilhelmus baron van Hugenpoth tot Aerdt (1863-1913) en Anna Josephine Frederica Gijsberta Maria barones van Voorst tot Voorst (1878-1938). Hij was volontair bij de gemeentesecretarie van Renkum voor hij begin 1935 benoemd werd tot burgemeester van Overasselt. Vanaf 1953 was hij bovendien burgemeester van Heumen. Midden 1968, een jaar voor hij de pensioengerechtigde leeftijd zou bereiken, werd hem op eigen verzoek ontslag verleend. Van Hugenpoth tot Aerdt overleed in 1990 op 86-jarige leeftijd.